# ویلکانیا
ویلکانیا (به انگلیسی: Wilcannia) یک شهرک در استرالیا است که در سنترال دارلینگ شایر واقع شده‌است.